# Professional'nyj Futbol'nyj Klub Kryl'ja Sovetov Samara 2009
Questa voce raccoglie le informazioni riguardanti il Kryl'ja Sovetov Samara nelle competizioni ufficiali della stagione 2009.

## Rosa
| N. |                          | Ruolo | Calciatore          |
| -- | ------------------------ | ----- | ------------------- |
| 2  | Bielorussia (bandiera)   | D     | Cimafej Kalačoŭ     |
| 3  | Brasile (bandiera)       | D     | Leilton Silva       |
| 4  | Russia (bandiera)        | D     | Roman Šiškin        |
| 5  | Russia (bandiera)        | C     | Vladislav Kulik     |
| 7  | Russia (bandiera)        | C     | Anton Bobër         |
| 8  | Russia (bandiera)        | D     | Ivan Taranov        |
| 9  | Bielorussia (bandiera)   | C     | Dzjanis Koŭba       |
| 10 | Russia (bandiera)        | A     | Evgenij Savin       |
| 14 | Corea del Sud (bandiera) | D     | Oh Beom-Seok        |
| 15 | Russia (bandiera)        | A     | Aleksandr Salugin   |
| 19 | Colombia (bandiera)      | C     | Juan Carlos Escobar |

| N. |                        | Ruolo | Calciatore          |
| -- | ---------------------- | ----- | ------------------- |
| 20 | Rep. Ceca (bandiera)   | D     | Jiří Jarošík        |
| 21 | Russia (bandiera)      | C     | Ruslan Adzhindzhal  |
| 23 | Russia (bandiera)      | C     | Vladislav Ignat'ev  |
| 29 | Russia (bandiera)      | D     | Sergei Budylin      |
| 31 | Cile (bandiera)        | P     | Eduardo Lobos       |
| 40 | Russia (bandiera)      | D     | Sergej Šustikov     |
| 63 | Russia (bandiera)      | D     | Aleksandr Belozerov |
| 77 | Bielorussia (bandiera) | P     | David Jurcenko      |
| 89 | Rep. Ceca (bandiera)   | A     | Jan Koller          |
| 99 | Russia (bandiera)      | C     | Oleg Ivanov         |

## Risultati

### Prem'er-Liga
| Pjatigorsk 15 marzo 2009 1ª giornata | Tom' Tomsk | 0 – 1 referto | Kryl'ja Sovetov Samara | Stadio Centrale di Pjatigorsk |

| Samara 21 marzo 2009 2ª giornata | Kryl'ja Sovetov Samara | 1 – 0 referto | Amkar Perm' | Stadio Metallurg (Samara) |

| Mosca 5 aprile 2009 3ª giornata | Lokomotiv Mosca | 2 – 1 referto | Kryl'ja Sovetov Samara | Stadio Lokomotiv |

| Samara 10 aprile 2009 4ª giornata | Kryl'ja Sovetov Samara | 3 – 0 referto | Chimki | Stadio Metallurg (Samara) |

| Rostov sul Don 18 aprile 2009 5ª giornata | Rostov | 0 – 0 referto | Kryl'ja Sovetov Samara | Stadio Olimp-2 |

| Chimki 25 aprile 2009 6ª giornata | Dinamo Mosca | 0 – 1 referto | Kryl'ja Sovetov Samara | Arena Chimki |

| Samara 3 maggio 2009 7ª giornata | Kryl'ja Sovetov Samara | 1 – 3 referto | CSKA Mosca | Stadio Metallurg (Samara) |

| San Pietroburgo 10 maggio 2009 8ª giornata | Zenit San Pietroburgo | 2 – 0 referto | Kryl'ja Sovetov Samara | Stadio Petrovskij |

| Samara 17 maggio 2009 9ª giornata | Kryl'ja Sovetov Samara | 1 – 0 referto | Kuban' | Stadio Metallurg (Samara) |

| Nal'čik 24 maggio 2009 10ª giornata | Spartak-Nal'čik | 0 – 1 referto | Kryl'ja Sovetov Samara | Respublikanskij stadion Spartak |

| Samara 30 maggio 2009 11ª giornata | Kryl'ja Sovetov Samara | 1 – 1 referto | FK Mosca | Stadio Metallurg (Samara) |

| Groznyj 13 giugno 2009 12ª giornata | Terek Groznyj | 3 – 2 referto | Kryl'ja Sovetov Samara | Stadio Sultan Bilimkhanov |

| Samara 11 luglio 2009 13ª giornata | Kryl'ja Sovetov Samara | 1 – 2 referto | Rubin | Stadio Metallurg (Samara) |

| Mosca 19 luglio 2009 14ª giornata | Spartak Mosca | 1 – 1 referto | Kryl'ja Sovetov Samara | Stadio Lužniki |

| Samara 25 luglio 2009 15ª giornata | Kryl'ja Sovetov Samara | 0 – 2 referto | Saturn | Stadio Metallurg (Samara) |

| Perm' 2 agosto 2009 16ª giornata | Amkar Perm' | 2 – 0 referto | Kryl'ja Sovetov Samara | Stadio Zvezda |

| Samara 9 agosto 2009 17ª giornata | Kryl'ja Sovetov Samara | 1 – 3 referto | Lokomotiv Mosca | Stadio Metallurg (Samara) |

| Chimki 16 agosto 2009 18ª giornata | Chimki | 1 – 3 referto | Kryl'ja Sovetov Samara | Arena Chimki |

| Samara 22 agosto 2009 19ª giornata | Kryl'ja Sovetov Samara | 2 – 2 referto | Rostov | Stadio Metallurg (Samara) |

| Samara 30 agosto 2009 20ª giornata | Kryl'ja Sovetov Samara | 3 – 1 referto | Dinamo Mosca | Stadio Metallurg (Samara) |

| Mosca 12 settembre 2009 21ª giornata | CSKA Mosca | 3 – 0 referto | Kryl'ja Sovetov Samara | Stadio Lužniki |

| Samara 20 settembre 2009 22ª giornata | Kryl'ja Sovetov Samara | 0 – 1 referto | Zenit San Pietroburgo | Stadio Metallurg (Samara) |

| Krasnodar 27 settembre 2009 23ª giornata | Kuban' | 0 – 0 referto | Kryl'ja Sovetov Samara | Stadio Kuban' |

| Samara 3 ottobre 2009 24ª giornata | Kryl'ja Sovetov Samara | 0 – 0 referto | Spartak-Nal'čik | Stadio Metallurg (Samara) |

| Mosca 18 ottobre 2009 25ª giornata | FK Mosca | 2 – 1 referto | Kryl'ja Sovetov Samara | Stadio Ėduard Strel'cov |

| Samara 24 ottobre 2009 26ª giornata | Kryl'ja Sovetov Samara | 2 – 0 referto | Terek Groznyj | Stadio Metallurg (Samara) |

| Kazan' 30 ottobre 2009 27ª giornata | Rubin | 4 – 1 referto | Kryl'ja Sovetov Samara | Stadio Centrale di Kazan' |

| Samara 7 novembre 2009 28ª giornata | Kryl'ja Sovetov Samara | 2 – 1 referto | Spartak Mosca | Stadio Metallurg (Samara) |

| Ramenskoe 21 novembre 2009 29ª giornata | Saturn | 3 – 1 referto | Kryl'ja Sovetov Samara | Saturn Stadium |

| Samara 29 novembre 2009 30ª giornata | Kryl'ja Sovetov Samara | 1 – 3 referto | Tom' Tomsk | Stadio Metallurg (Samara) |

### Kubok Rossii
| Čeljabinsk 15 luglio 2009 Sedicesimi di finale | Čeljabinsk | 2 – 1 referto | Kryl'ja Sovetov Samara | Stadio Centrale di Čeljabinsk |

### Europa League
| Arbitro: | Szabó |

|             |           |  |
| O'Brien 71’ | Marcatori |  |

| Arbitro: | Skjerven |

|                          |           |                              |
| Bobër 41’ Savin 53’, 57’ | Marcatori | 73’ (aut.) Bobër 78’ O'Brien |